# کورسل-سور-نیه
کورسل-سور-نیه (به فرانسوی: Courcelles-sur-Nied) یک کمون در فرانسه است که در Canton of Pange واقع شده‌است.

## خصوصیات
کورسل-سور-نیه ۵٫۰۶ کیلومترمربع مساحت و ۸۹۵ نفر جمعیت دارد و ۲۴۰ متر بالاتر از سطح دریا واقع شده‌است.